# فاتسا
فاتسا (به ترکی استانبولی: Fatsa) شهری است در کشور ترکیه که در استان اردو واقع شده‌است. جمعیت این شهر بر اساس سرشماری سال ۲۰۰۸ میلادی ۵۹٬۰۹۴ نفر و بر اساس برآوردهای سال ۲۰۰۹ میلادی ۴۹٬۲۷۱ نفر می‌باشد.